# Apteryx owenii iredalei
Apteryx owenii iredalei  (лат.) — исчезнувший подвид малого серого киви, обитавший на Северном острове в Новой Зеландии. Он был описан Грегори Мэтьюсом в 1935 году. Большинство учёных не признают его, не выделяя каких-либо подвидов Apteryx owenii. 
Подвид прекратил своё существование в конце XIX века, точные причины вымирания неизвестны. Предполагается, что к исчезновению вида могли привести инвазионные виды, например, горностаи и одичавшие кошки, или же деятельность человека. Единственные сохранившиеся свидетельства существования этого вида – два экземпляра, собранные в 1880-х годах..